# Visoki (Cres)
Koordinati:   44°46′36″N, 14°20′56″E
Visoki je majhen nenaseljen otoček v Jadranskem morju, ki pripada Hrvaški.
Otoček, na katerem stoji svetilnik, leži med Zečo in zalivom Strakačine na otoku Cresu, od katerega je oddaljen okoli 1,5 km. Površina otočka meri 0,043 km². Dolžina obalnega pasu je 0,87 km. Najvišja točka na otočku je visoka 9 m.  
Iz pomorske karte je razvidno, da svetilnik oddaja svetlobni signal: B Bl 3s. Nazivni domet svetilnika je 6 milj.